# Hoorn 80
Hoorn 80 is een wijk van de stad Hoorn (Noord-Holland) die bestaat uit industrieterrein. Aan de zuidoostelijke rand is de buurtschap Munnickaij gelegen. Ten westen van de wijk ligt het Julianapark.
Er zijn bedrijven uit de secundaire- en tertiaire sector gevestigd, zoals de distributiecentra van Albert Heijn (voormalig Deen), Klene, distilleerderij Hoorn en HIS (voormalig handelhuis Hermans Groep).

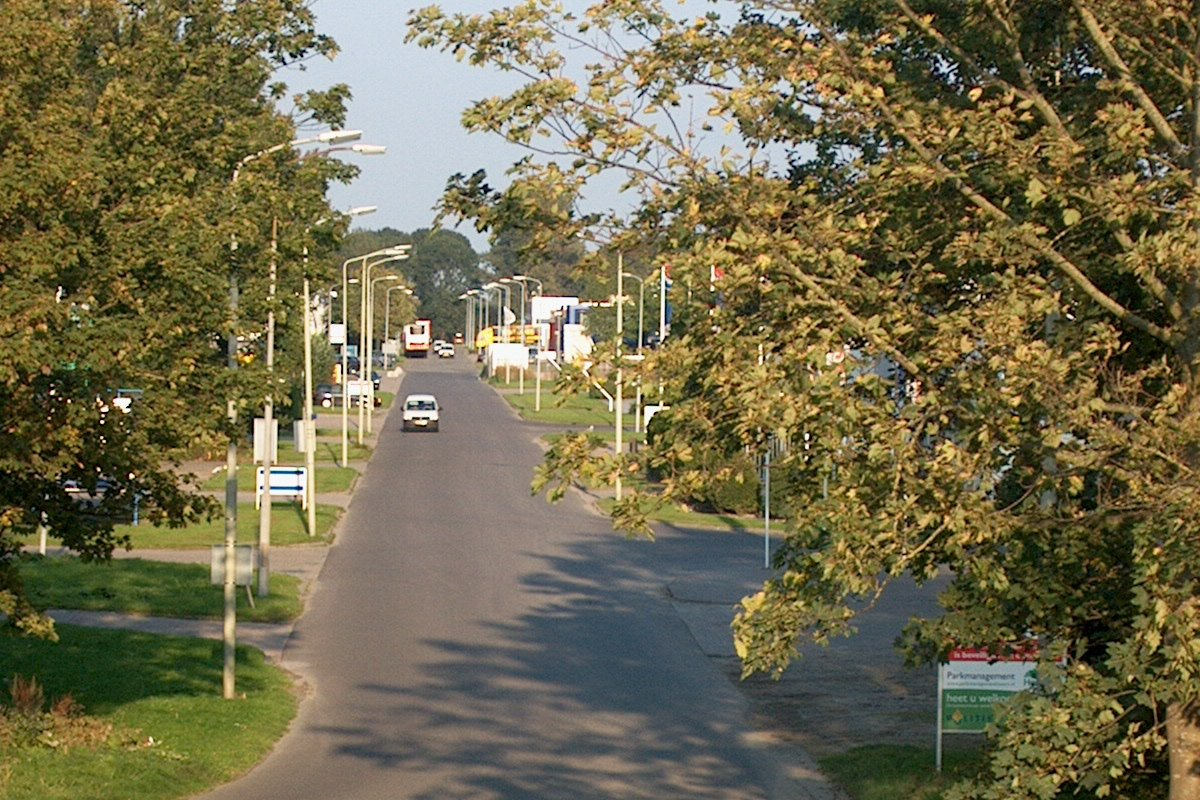
Protonweg, de westelijke toegang

In de jaren 1970 werd het landelijk gebied gelegen achter de Westfriese Omringdijk ingericht als industrieterrein. De naam 'Hoorn 80' verwijst naar het streven destijds van de gemeente Hoorn om te groeien tot een inwonertal van 80.000 rond het jaar 1980. De bedrijven die zich op dit terrein zouden vestigen moesten voor de werkgelegenheid van de toekomstige uitbreiding van inwoners zorgen.
In de loop der jaren is het industrieterrein kwalitatief achteruitgegaan en was er sprake van leegstand en verpaupering. Er gingen eind jaren 1990 dan ook stemmen op het bedrijventerrein in zijn geheel te verplaatsen en op de vrijkomende grond woningbouw te plegen. Toen echter bleek dat dit een kostbare en risicovolle operatie zou worden is daarvan afgezien. Vanaf 2007 werd het bedrijventerrein door private en publieke partijen opgeknapt. Dit gebeurde door verbetering van de infrastructuur, opplussen van de bedrijfshuisvesting en het plegen van nieuwbouw.
Binnenstad · Grote Waal · Hoorn 80 · Hoorn-Noord · Kersenboogerd-Noord · Kersenboogerd-Zuid · Nieuwe Steen · Risdam-Noord · Risdam-Zuid · Bangert en Oosterpolder · Venenlaankwartier · Westerblokker · Zwaag